# Jeremy Faith
Jeremy Faith, popsångare född Helmut Grabher 1946 i Wörgl i Tyrolen i Österrike, som 1971 fick en miljonsäljare, "Jesus", som han hade spelat in tillsammans med The St. Matthews Church Choir. Faith avled 6 mars 1990 i Frankrike.

## Diskografi
Studioalbum med The St Mathews Church Choir
- Lord (1971)

Singlar med The St Mathews Church Choir
- "Jesus (Chant)" / "Jesus (Instrumental)" (1971)
- "You Are My Lord "J" " / "You Can Be The Man" (1971)

Solosinglar
- "Baby" / "Bye Bye Ever Body" (1973)
- "Save Me, Blame Me" / "My Morning Sun" (1974)